# Julien Dupuy
Pour l’article homonyme, voir Dupuy.

a Compétitions nationales et continentales officielles uniquement.

b Matchs officiels uniquement.
Dernière mise à jour le 16 janvier 2024.
Julien Dupuy, né le 19 décembre 1983 à Périgueux (Dordogne), est un joueur international français de rugby à XV, qui évolue en équipe de France et dans l'effectif du Biarritz olympique, des Leicester Tigers puis du Stade français au poste de demi de mêlée.
Julien Dupuy remporte trois championnats de France en 2005 et 2006 avec le Biarritz olympique puis en 2015 avec le Stade français. Il a également remporté le championnat d'Angleterre en 2009 avec les Leicester Tigers et le challenge européen en 2017 avec Paris lors de sa dernière saison.

## Biographie

### Carrière de joueur
Julien Dupuy dispute le championnat de France de rugby à XV à partir de la saison 2003-2004 avec Biarritz. Il occupe le poste de demi de mêlée en alternance avec Dimitri Yachvili. Il s'illustre lors de la demi-finale du championnat de France 2005-2006 en marquant les douze points qui permettent au BO de se qualifier pour la finale. À la fin de la saison 2007-2008, il quitte Biarritz pour Leicester. Il occupe le poste de demi de mêlée en alternance avec Harry Ellis.

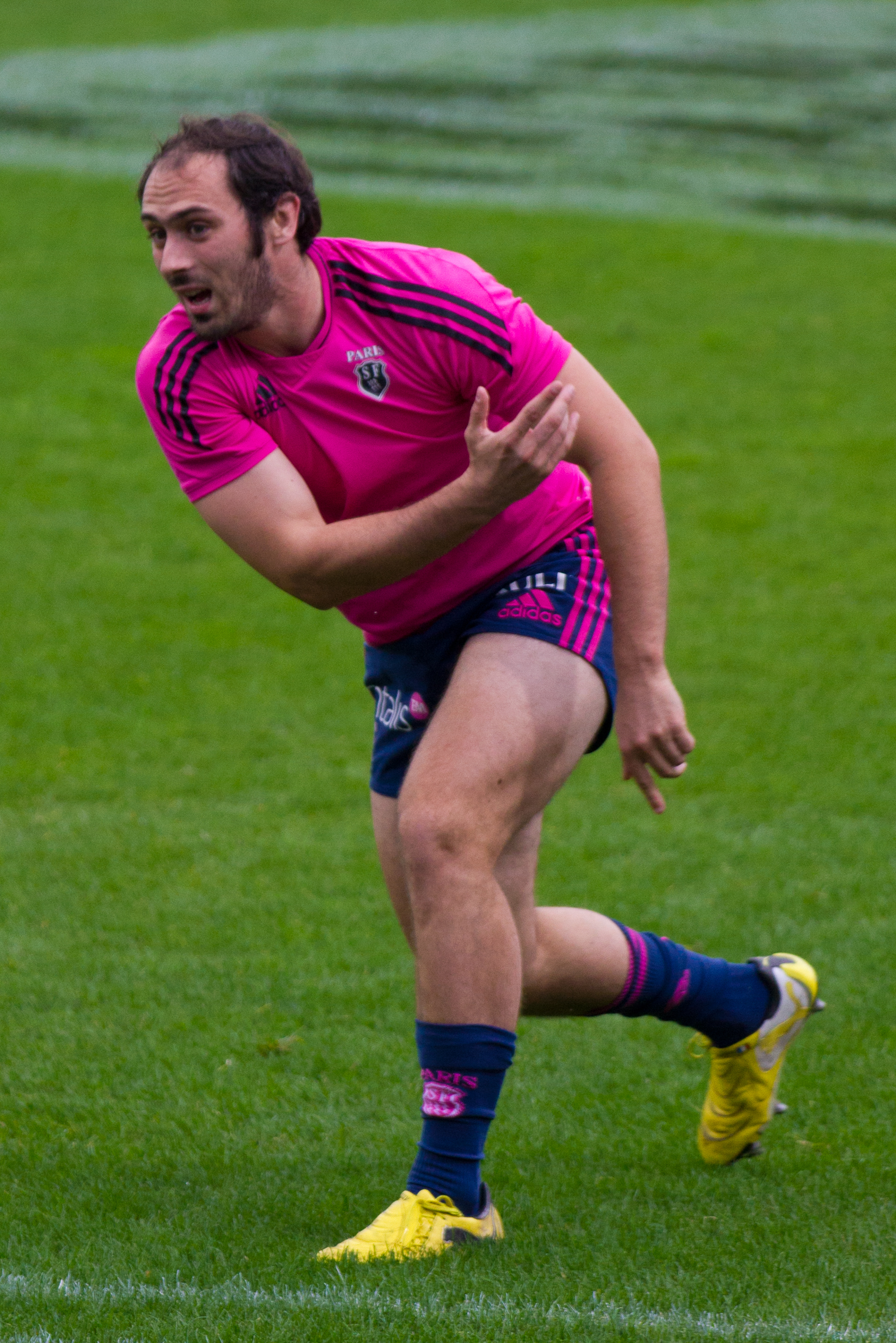
Julien Dupuy, avec le Stade français, en 2011.

Il honore sa première cape internationale en équipe de France le 13 juin 2009 contre l'équipe de Nouvelle-Zélande. En Nouvelle-Zélande, Marc Lièvremont, qui avait entraîné Dupuy en Espoirs à Biarritz, le redécouvre : « Avant, il était timoré. Il a su devenir décisif et déterminant. ». Cinquième demi de mêlée de l'ère Lièvremont, Dupuy débute, associé à François Trinh-Duc, contre les All Blacks au Carisbrook de Dunedin. Les Bleus frappent un grand coup (victoire 27-22, il en inscrivit 12) et tombent d’un rien le week-end suivant (14-10). « J'ai peut-être eu la chance de partir avec la bonne tournée, mais ce n’est pas parce que j'ai quelques sélections que c'est gagné », affirme Dupuy de retour en France, au Stade français Paris où il vient de signer. Il est de nouveau appelé et titularisé en novembre contre les Springboks puis contre les All Blacks. Face à l’Afrique du Sud (12 points sur 19), il s'affirme comme un stratège mettant la pression sur les Champions du monde.
La veille de son 26e anniversaire, le 18 décembre 2009, Julien Dupuy est suspendu 24 semaines (ramenées à 23 en janvier 2010) par l'European Rugby Cup pour une fourchette sur l’Irlandais Stephen Ferris lors du match Ulster – Stade français. Cette sanction sonne comme le coup d'arrêt d'une ascension fulgurante, couronnée alors d’un titre de Champion d’Angleterre, d'une finale de Coupe d’Europe (les deux avec Leicester) et après six sélections dont quatre titularisations, à la mêlée du XV de France lors des six dernières sorties des Bleus. Requalifié en mai 2010, Dupuy est relancé avec France A lors de la Churchill Cup.
Il est nommé vice-capitaine du Stade français avec Dimitri Szarzewski pour la saison 2010-2011. Dupuy retrouve le Top 14 avec le Stade français mais la saison compliquée vécue par le club de la capitale (11e du Top 14, menacé de rétrogradation financière) ne l'aide pas à se mettre en valeur pour détrôner le duo Parra-Yachvili. Sans surprise, le demi de mêlée parisien est absent de la liste des 30 joueurs appelés à disputer la Coupe du monde en Nouvelle-Zélande. 
En juin 2011, il participe à la tournée des Barbarians français en Argentine pour jouer deux matchs contre les Pumas. Les Baa-Baas s'inclinent 23 à 19  à Buenos Aires puis l'emportent 18 à 21 à Resistencia.
Ayant retrouvé son niveau, à la suite d'une blessure de Dimitri Yachvili peu avant le deuxième match du Tournoi des Six Nations 2012, il est rappelé pour remplacer Morgan Parra à la mêlée.

### Reconversion
En 2017, il met un terme à sa carrière de joueur et est nommé entraîneur des arrières du Stade français Paris. En 2018, à la suite de l'arrivée du nouveau directeur sportif Heyneke Meyer, il est remplacé par Mike Prendergast à son poste d'entraîneur des arrières. Il reste au club pour prendre en charge l'ensemble des skills, du décryptage de l'attaque des équipes adverses, mais également de la stratégie de l'équipe et du recrutement. Le 10 janvier 2019, il est relevé de ses fonctions et mis à l'écart par le club.
En 2020, il devient entraîneur des arrières de l'équipe de France des moins de 20 ans développement, deuxième sélection de cette catégorie d'âge.
En mars 2020, il rejoint le RC Toulon en tant qu'entraîneur adjoint, chargé de la technique individuelle et du jeu d'attaque, en lieu et place du néo-zélandais Casey Laulala. La saison suivante, il remplace Sébastien Tillous-Borde en tant qu'entraîneur des arrières du RCT. Il quitte le club à l'issue de la saison 2021-2022. Il rejoint Provence Rugby en 2023, où il prolonge son contrat jusqu'en 2027 à l'issue de sa première saison sur le banc.

## Statistiques

### Internationales
- 8 sélections de 2009 à 2012
- Sélections par années : 6 en 2009, 2 en 2012
- Points marqués : 38 (4 transformations, 10 pénalités)
- Équipe de France A : 3 sélections en 2010
- Vainqueur du Trophée Dave Gallaher en 2009

#### Matchs internationaux
|    | Date             | Lieu                                          | Adversaire       | Résultat | Points marqués | Compétition             |
| -- | ---------------- | --------------------------------------------- | ---------------- | -------- | -------------- | ----------------------- |
| 1. | 13 juin 2009     | Carisbrook, Dunedin, Nouvelle-Zélande         | Nouvelle-Zélande | 27-22    | 12 pts         | Test                    |
| 2. | 20 juin 2009     | Westpac Stadium, Wellington, Nouvelle-Zélande | Nouvelle-Zélande | 10-14    | 2 pts          | Test                    |
| 3. | 27 juin 2009     | ANZ Stadium, Sydney, Australie                | Australie        | 6-22     | 0 pt           | Test                    |
| 4. | 13 novembre 2009 | Stadium, Toulouse, France                     | Afrique du Sud   | 20-13    | 12 pts         | Test                    |
| 5. | 21 novembre 2009 | Stade de France, Saint-Denis, France          | Samoa            | 43-5     | 0 pt           | Test                    |
| 6. | 28 novembre 2009 | Stade Vélodrome, Marseille, France            | Nouvelle-Zélande | 12-39    | 9 pts          | Test                    |
| 7. | 27 février 2012  | Murrayfield, Écosse, France                   | Écosse           | 17-23    | 0 pt           | Tournoi des Six Nations |
| 8. | 11 mars 2012     | Stade de France, Saint-Denis, France          | Angleterre       | 22-24    | 3 pts          | Tournoi des Six Nations |

### En tant qu'entraîneur
| Saison      | Club           | Division | Poste    | Classement | Coupe d'Europe                | Challenge européen         |
| ----------- | -------------- | -------- | -------- | ---------- | ----------------------------- | -------------------------- |
| 2017 - 2018 | Stade français | Top 14   | Arrières | 12e        | -                             | Éliminé en quart-de-finale |
| 2020 - 2021 | RC Toulon      | Top 14   | Arrières | 8e         | Forfait en huitième de finale | -                          |
| 2021 - 2022 | RC Toulon      | Top 14   | Arrières | 8e         | -                             | Défaite en finale          |
| 2023 - 2024 | Provence Rugby | Pro D2   | Arrières | -          | -                             | -                          |

## Palmarès

### En club
- Biarritz olympique
  - Vainqueur du Championnat de France en 2005 et 2006
  - Finaliste de la Coupe d'Europe en 2006

- Leicester Tigers
  - Vainqueur du Championnat d'Angleterre en 2009
  - Finaliste de la Coupe d'Europe en 2009

- Stade français
  - Finaliste du Challenge européen en 2011
  - Vainqueur du Challenge européen en 2017
  - Vainqueur du Championnat de France en 2015